# Тери (Монтана)
Тери (енгл. Terry) град је у америчкој савезној држави Монтана.

## Демографија
По попису из 2010. године број становника је 605, што је 6 (-1,0%) становника мање него 2000. године.
| Група             | 2000.       | 2010.       |
| Белци             | 593 (97,1%) | 580 (95,9%) |
| Афроамериканци    | 0 (0,0%)    | 0 (0,0%)    |
| Азијати           | 2 (0,3%)    | 4 (0,7%)    |
| Хиспаноамериканци | 6 (1,0%)    | 4 (0,7%)    |
| Укупно            | 611         | 605         |